# دودمان ژو
دودمان ژو (چینی: 周朝؛ ویدجایلز: جوئو چائو) یک دودمان چینی پس از دودمان شانگ و پیش از دودمان چین از سال ۱۰۴۶ پیش از میلاد تا ۲۵۶ پیش از میلاد بود. دودمان ژو که ۷۸۹ سال دوام آورد، طولانی‌ترین دودمان در تاریخ چین بود. این دودمان را در کنار دودمان نخست شیا و دومین دودمان به نام شانگ، سه دودمان افسانه‌ای چین دسته بندی می کنند. کنترل نظامی چین توسط خاندان سلطنتی جی، ابتدا از سال ۱۰۴۶ تا ۷۷۱ پیش از میلاد برای دوره ای به نام ژو باختری ادامه یافت و حوزه نفوذ سیاسی که ایجاد کرد تا ۵۰۰ سال دیگر تا دوره ژو خاوری ادامه یافت. تاریخ تاسیس ۱۰۴۶ پیش از میلاد توسط پروژه گاهشماری شیا-شانگ-ژو و دیوید پانکنیر تایید می‌شود، ولی دیوید نیویسون و ادوارد ال. شاونسی تاریخ تاسیس را ۱۰۴۵ پیش از میلاد می‌دانند.
در قرن پایانی دودمان ژو، قدرت متمرکز دودمان از دوره بهار و پاییز تا دوره ایالت‌های جنگ‌طلب کاهش یافت. در دوره ایالت‌های جنگ‌طلب، دربار ژو کنترل چندانی بر ایالت های تشکیل‌دهنده خود که در حال جنگ با یکدیگر بودند، نداشت تا اینکه ایالت چین قدرت را تثبیت کرد و دودمان چین را در ۲۲۱ پیش از میلاد تشکیل داد. دودمان ژو تنها ۳۵ سال قبل از بنیان‌گذاری دودمان چین به‌طور رسمی سقوط کرده بود، اگرچه دودمان در آن زمان فقط در اسم قدرت داشت.
این دوره از تاریخ چین را اوج ساخت ظروف برنزی چینی در نظر می گیرند. همچنین دوره دوم دودمان ژو به دلیل آغاز سه فلسفه اصلی چینی، کنفوسیوس‌گرایی، تائوئیسم و قانون‌گرایی، مشهور است. همچنین در دودمان ژو خط نوشتاری از خط سروش و خط مفرغی به خط مهر تبدیل شد و در نهایت اواخر دوره ایالت‌های جنگ‌طلب ، خط دبیری به شکل تقریباً امروزی ظاهر شد.

## تاریخ

### بنیاگذاری

#### اساطیر سنتی
طبق اساطیر چینی، تبار ژو زمانی آغاز شد که جیانگ یوآن، همسر امپراتور افسانه ای کو، پس از قدم گذاشتن در ردپای الهی شانگدی، به‌طور معجزه آسایی فرزندی به نام چی "رها شده" را باردار شد. چی یک قهرمان فرهنگی بود که پس از سه بار رها شدن توسط مادرش نجات یافت و در بهبود کشاورزی نقش بسیاری داشت، تا جایی که امپراتور به او فرمانروایی بر تای، نام خانوادگی جی و لقب هوجی «ارباب ارزن» اعطا کرد. او حتی به عنوان خدای برداشت قربانی دریافت می‌کرد. اصطلاح هوجی احتمالاً یک عنوان ارثی بود که به یک تبار متصل شده بود.
گفته می‌شود که پسر چی، یا بهتر است بگوییم پسر هوجی، بوژو جایگاه خود به عنوان استاد کشاورزی (به چینی: 農師؛ پین‌یین: Nóngshi) را در سنین پیری رها کرد و یا او یا پسرش جو، سنت خود را رها کردند و به شیوه‌ رونگ و رونگدی زندگی کردند.
با این حال، لیو، پسر جو، مردم خود را با احیای کشاورزی و اسکان دادن آنها در مکانی به نام بین،که فرزندانش نسل‌ها بر آن حکومت می‌کردند، به سوی رفاه سوق داد. تای بعدها این طایفه را از بین به ژو (منطقه ای در دره رودخانه وی در شهرستان چیشان امروزی) رهبری کرد.
حاکم از دو پسر بزرگترش تایبو و ژونگ‌یانگ چشم‌پوشی کرد تا جیلی کوچکتر، که یک جنگجوی توانا بود؛ جانشینش گرددد. جیلی به عنوان زیردست پادشاهان شانگ وو یی و ون دینگ برای تسخیر چندین قبیله رونگ رفت؛ ولی خائنانه توسط نیروهای شانگ کشته شد. ظاهراً تایبو و ژونگ‌یانگ پیش از این به جلگه یانگ‌تسه گریخته بودند و  ایالت وو را در میان قبایل آنجا تأسیس کردند. پسر جیلی، ون، با رشوه از زندان خارج شد و پایتخت ژو را به فنگ (در شیان کنونی) منتقل کرد. در حدود سال ۱۰۴۶ پ. م، پسر ون، وو و متحدش جیانگ زیا، ارتشی متشکل از ۴۵۰۰۰ سرباز و ۳۰۰ ارابه را از رودخانه زرد عبور دادند و پادشاه ژو شانگ را در نبرد مویه شکست دادند که منجر به تأسیس دودمان ژو شد.
ژو به یکی از اعضای خانواده سلطنتی شکست خورده شانگ، عنوان حاکم سونگ را اعطا کرد که تا پایان آن در اختیار نوادگان خاندان سلطنتی شانگ بود. این عمل به عنوان دو پادشاه، سه احترام نامیده می شود.

#### فرهنگ
به گفته نیکولاس بودمن، به نظر می‌رسد که زبان ژوها، از نظر واژگان و دستور زبان با زبان شانگ تفاوت اساسی نداشت. ژو به‌طور گسترده از فرهنگ شانگ تقلید می‌کرد که دلیل آن شاید برای مشروعیت بخشیدن به حکومت خود بود؛ بنابراین ژو جانشین فرهنگ شانگ بود. در همان زمان، ژو ممکن است با شیرونگ، یک گروه فرهنگی گسترده در غرب شانگ، که شانگ آن را خراج‌گزار درنظر می‌گرفت، ارتباطاتی داشته باشد. برای مثال، منسیوس فیلسوف چینی (۳۷۲-۲۸۹ پ. م) خاطر نشان می‌کرد که پادشاه ون ژو تبارش به شیرونگ می‌رسید، زیرا پادشاهان ژو که نواده‌های پادشاه وو بودند؛ اصل و نسب خود را به قهرمان فرهنگی افسانه‌ای هو جی، که ممکن است از طریق مادرش جیانگ یوآن با شیرونگ مرتبط باشد، نسبت می‌دادند. علاوه بر این، در روایت تاریخی و تفسیری سالنامه بهار و پاییز (اواخر قرن چهارم پیش از میلاد) ذکر شده است که خان لی رونگ (به چینی: 驪戎男) (در غرب چین امروزی)، پس از شکست از جین، دخترش لی جی (به چینی: 驪姬؛ ترجمه: «زن از قبیله جی از لی») را به همسری حاکم شیان جین داد. به گفته مورخ لی فنگ، اصطلاح "رونگ" در دوره ژو باختری احتمالاً برای نامیدن دشمنان سیاسی و نظامی به جای نام دیگر فرهنگ‌ها و قوم‌ها استفاده می‌شد. مصنوعات فرهنگی رونگ باختری با مصنوعات برنزی غربی ژو همزیستی داشتند و تأثیرات بین آن‌ها را نمایان است.

### ژو باختری

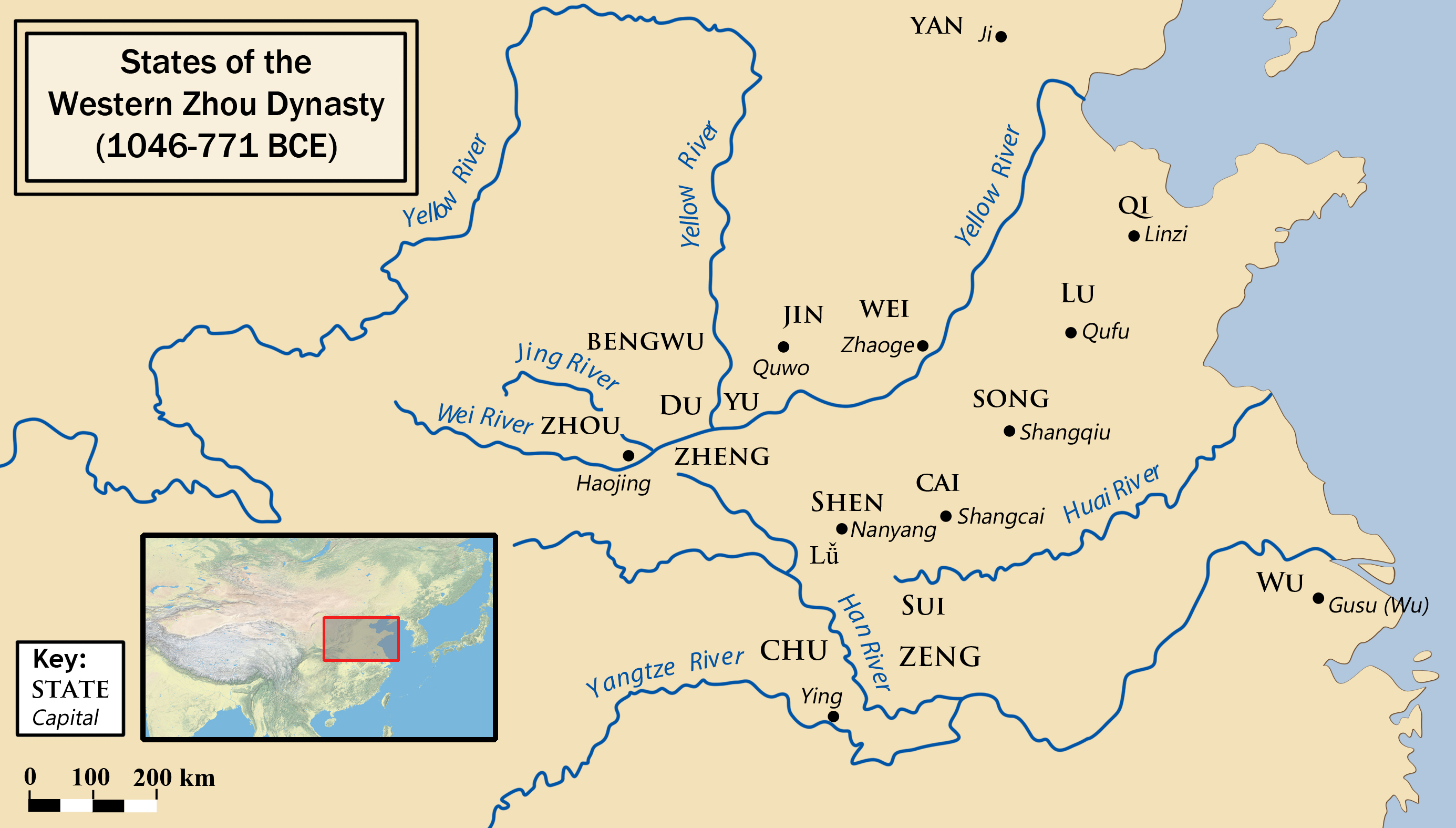
ایالت‌های دودمان ژو باختری

پادشاه وو پایتخت قدیمی را برای مراسمات تشریفاتی حفظ کرد ولی یک پایتخت جدید برای کاخ سلطنتی خود و اداره کشور در نزدیکی هائو ساخت. اگرچه مرگ زودهنگام وو باعث جانشینی یک جوان بی تجربه شد، حاکم ژو به برادرزاده خود، پادشاه چنگ در تحکیم قدرت سلطنتی کمک کرد. شاهزادگان ژو (سه محافظ) که در دشت شرقی مستقر بودند و نگران قدرت روزافزون حاکم ژو بودند؛ علیه نایب السلطنه قیام کردند. اگرچه آن‌ها حمایت اشراف مستقل، پیروان شانگ و چندین قبیله دونگ‌یی را به دست آوردند، اما حاکم ژو شورش را سرکوب کرد و پادشاهی ژو را از سوی شرق گستراند. برای حفظ اقتدار ژو بر قلمرو بسیار گسترده آن و جلوگیری از شورش‌های دیگر، او سیستم فنگ‌جیان را به‌کار گرفت. علاوه بر این، برای مقابله با بحران مشروعیت؛ او آموزه فرمان آسمان را تببین کرد؛ همچنین آیین‌های مهم شانگ در وانگ‌چنگ و چنگژو را نیز با آن وفق داد.
با گذشت زمان، این سیستم غیرمتمرکز کمرنگ شد زیرا روابط خانوادگی بین پادشاهان ژو و خاندان‌های محلی در طول نسل‌ها ضعیف شد. قلمروهای پیرامونی قدرت و اعتبار محلی خود را همتراز دودمان توسعه دادند. هنگامی که پادشاه یو، ملکه جیانگ خود را به نفع بائو سی زیبارو، که از خانواده‌ای معمولی بود، تنزل داد و تبعید کرد، پدر ملکه بی‌آبرو شده، مرزبان شن، با یاری زنگ و بربرهای چوانرونگ، هائو را در سال ۷۷۱ پ. م غارت کنند. برخی از محققان امروزی حدس زده اند که غارت هائوجینگ شاید به حمله سکاها از آلتای، قبل از گسترش آنها به غرب، مرتبط باشد. با مرگ پادشاه یو، جمعی از اشراف در شن گرد هم آمدند و نوه مرزبان را پادشاه پینگ اعلام کردند و پایتخت به سمت شرق در وانگ‌چنگ منتقل شد. این جابه‌جایی نشان دهنده پایان «ژو باختری» (西周، p Xī Zhōu) و آغاز «ژو خاوری» (东周، p Dōng Zhōu) بود.

### ژو خاوری

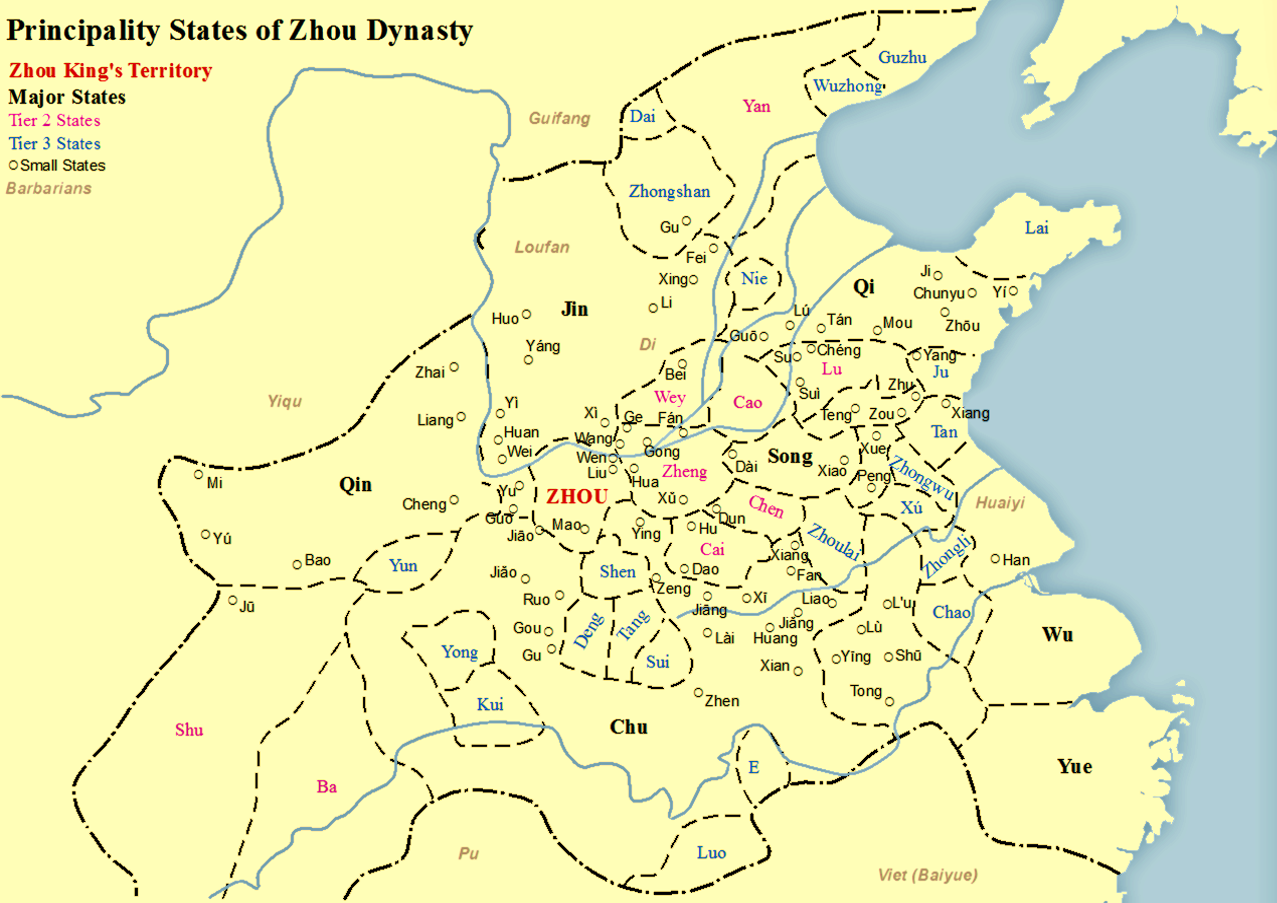
ایالت‌های دودمان ژو خاوری

طی دوره ژو خاوری اقتدار سلطنتی به سرعت فروپاشید، بااین‌حال اهمیت آیینی پادشاه به ژو اجازه داد تا پنج قرن دیگر حکومت کند. وقایع نگاری کنفوسیوس در سالهای اولیه این روند به عنوان دوره بهار و پاییز منجر شد. تجزیه جین در اواسط قرن پنجم پیش از میلاد، مرحله دوم که دوره ایالت‌های جنگ‌طلب بود را آغاز کرد. در ۴۰۳ پ. م، دربار ژو، هان، ژائو و وی را به عنوان دولت‌های کاملا مستقل به رسمیت شناخت. حاکم هوی وی، در سال ۳۴۴ پ. م، نخستین کسی بود که عنوان سلطنتی پادشاه (به چینی: 王) را برای خودبرگزید. برخی دیگر نیز از او دنباله‌روی کردند که نقطه عطفی را در تاریخ ژو رقم زد، زیرا حاکمان حتی تظاهر به اینکه تابع دربار ژو هستند، نمی‌کردند، در عوض خود را پادشاهی کاملاً مستقل اعلام کردند. ایالت‌هایی به قدرت رسیدند و سپس سقوط کردند درحالی که ژو در بیشتر این درگیری‌ها نقشی جزئی داشت.
آخرین پادشاه ژو برطبق گفته‌ها پادشاه نان است که در زمان تصرف پایتخت وانگ‌چنگ در ۲۵۶ پ. م توسط ایالت چین کشته شد. در ۲۵۶ پ. م  "پادشاه هوی" اعلان پادشاهی کرد، اما کشور خرد شده او در ۲۴۹ پ. م به‌طور کامل از میان برداشته شد. چین شی هوانگ، پادشاه چین، در سال ۲۲۱ پ. م با تصرف ایالت چی، کشور چین را یکپارچه ساخت.
با این حال، ژو خاوری به‌عنوان عصر طلایی فلسفه چینی نیز به یاد می‌آید برای نمونه صد مکتب فکری، با حمایت اربابان هماورد از اندیشمندان سرگردان شی به‌عنوان مثال آکادمی جیشیا چی، شکوفا شدند. نه مکتب فکری که بر سایرین مسلط شدند عبارتند از: کنفوسیوس‌گرایی (به تعبیر منسیوس و دیگران)، قانون‌گرایی، تائوئیسم، موهیسم، کشاورزی آرمانگرایانه اشتراکی، دو رشته سیاست، منطق‌دانان سفسطه‌گر، نظامی‌گرایان سون تزو و طبیعت‌گرایان. اگرچه تنها سه مورد تخست از اینها در دودمان‌های پسین مورد حمایت امپراتوری قرار گرفتند، آموزه‌های هر یک بر دیگران و جامعه چینی به روش‌های گاه غیرعادی تأثیر داشت. برای مثال، موهیست‌ها علاقه چندانی به ستایش شایسته‌سالاری نداشتند، اما به جنگ‌های محاصره‌ای دفاعی، علاقه زیادی داشتند. با این حال، بسیار بعد، استدلال آن‌ها علیه خویشاوندی به نفع تأسیس نظام آزمون امپراتوری مورد استفاده قرار گرفت.

## فرهنگ و جامعه
قلب ژو دره رودخانه وی بود. این پایگاه اصلی قدرت آن‌ها پس از فتح شانگ باقی ماند.

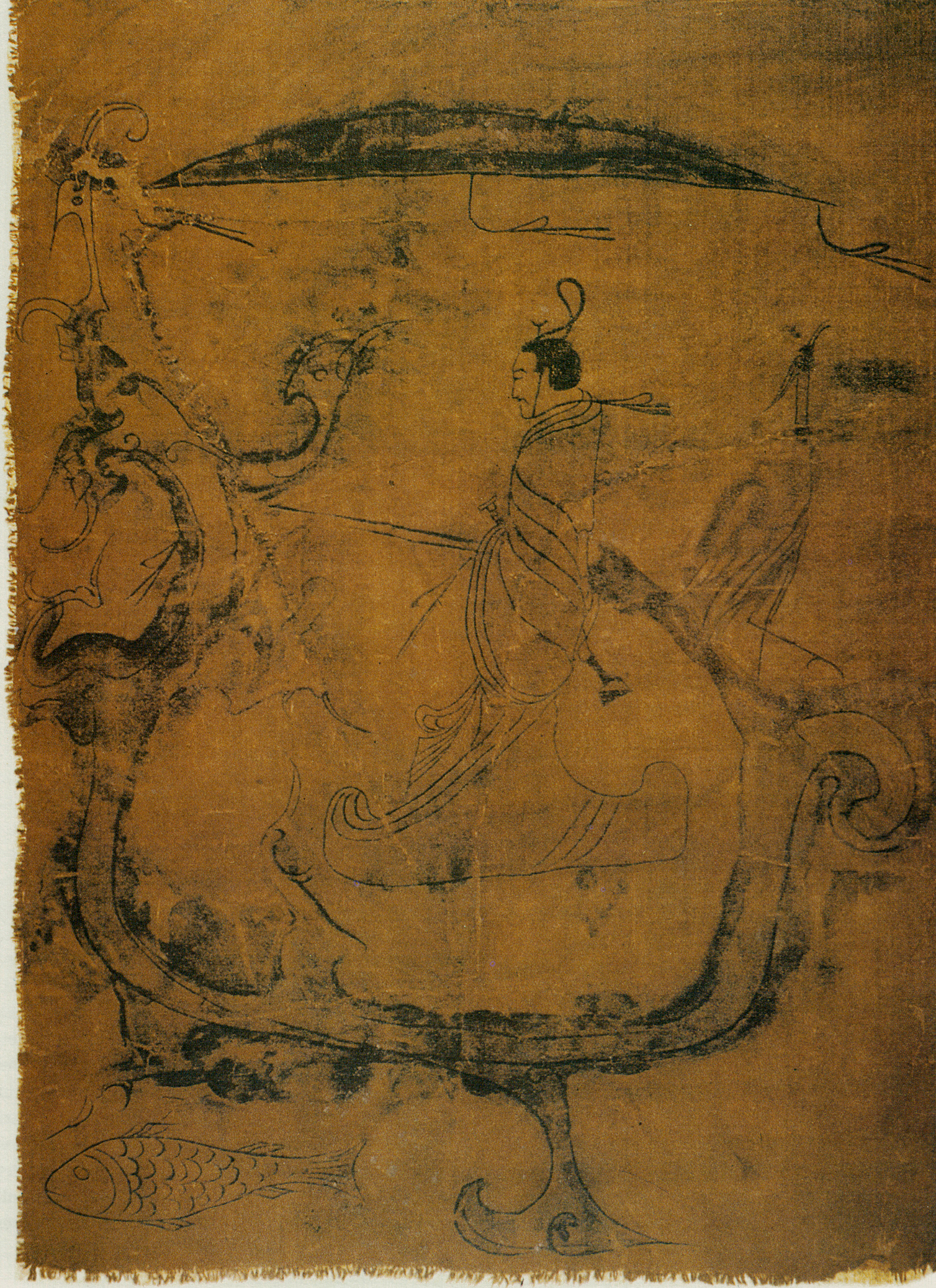
نگاره مردی سوار بر اژدها، قرن ۵ تا ۳ پیش از میلاد

### فرمان آسمان و توجیه قدرت
فرمانروایان ژو، مفهوم "فرمان آسمان" را که یکی از ماندگارترین عقاید سیاسی آسیای شرقی شد را معرفی کردند. آنها با ادعا بر اینکه برتری اخلاقی آن‌هاُ تصرف ثروت و سرزمین‌های شانگ را توجیه می‌کند و آسمان یک فرمان اخلاقی را بر عهده آن‌ها گذاشته است تا جایگزین شانگ شوند و یک حکومت خوب را به مردم بازگردانند؛ شانگ را سرنگون کردند.
فرمان آسمان به عنوان یک قرارداد مذهبی بین مردم ژو و خدای عالی آنها در بهشت (به معنای واقعی کلمه "خدای آسمان") ارائه شد. مردم ژو پذیرفتند که از آنجایی که قرار بود امور دنیوی با امور آسمانی هماهنگ باشد، آسمانها تنها به یک نفر، یعنی حاکم ژو، قدرت مشروع اعطا کردند. در عوض، حاکم موظف بود از اصول هماهنگی و افتخار بهشتی حمایت کند. هر حاکمی که در این وظیفه کوتاهی کند، بی‌ثباتی را در امور زمینی بگذارد، یا اجازه دهد مردمش رنج بکشند، فرمان را از دست خواهند داد. تحت این نظام، این حق اقتدار معنوی بود که از هر فرمانروایی سرکشی حمایت نکند و دیگری را شایسته‌تر بیابد. به این ترتیب، خدای آسمان ژو تغییر رژیم را مشروعیت بخشید.
با استفاده از این عقیده، فرمانروایان ژو باید تصدیق می‌کردند که هر گروهی از حاکمان، حتی خودشان، در صورت از دست دادن فرمان آسمان به دلیل اعمال نادرست، می‌توانند برکنار شوند. کتاب قصیده‌ای که در دوره ژو نوشته شده بود به وضوح این احتیاط را بیان می‌کرد.
پادشاهان اولیه ژو معتقد بودند که آسمان از پیروزی آنها حمایت می‌کند زیرا آخرین پادشاهان شانگ مردان بدی بوده‌اند که سیاست‌های تباه و فاسدشان باعث درد و رنج مردم می‌شوند. پس از به قدرت رسیدن ژو، این فرمان به یک ابزار سیاسی تبدیل شد.
یکی از وظایف و امتیازات پادشاه ایجاد گاه‌شمار شاهنشاهی بود. این سند رسمی زمان‌هایی را برای انجام فعالیت‌های کشاورزی و برگزاری مراسمات جشن تعریف می‌کرد. اما رویدادهای غیرمنتظره مانند خورشیدگرفتگی یا بلایای طبیعی، اختیارات خاندان فرمانروا را زیر سؤال می‌برد. از آنجایی که فرمانروایان ادعا می‌کردند که اقتدار آن‌ها از بهشت آمده است، مردم ژو تلاش زیادی برای به دست آوردن دانش دقیق از ستارگان و تکمیل سیستم نجومی که گاه‌شمار خود را بر اساس آن استوار کرده بودند، انجام دادند.

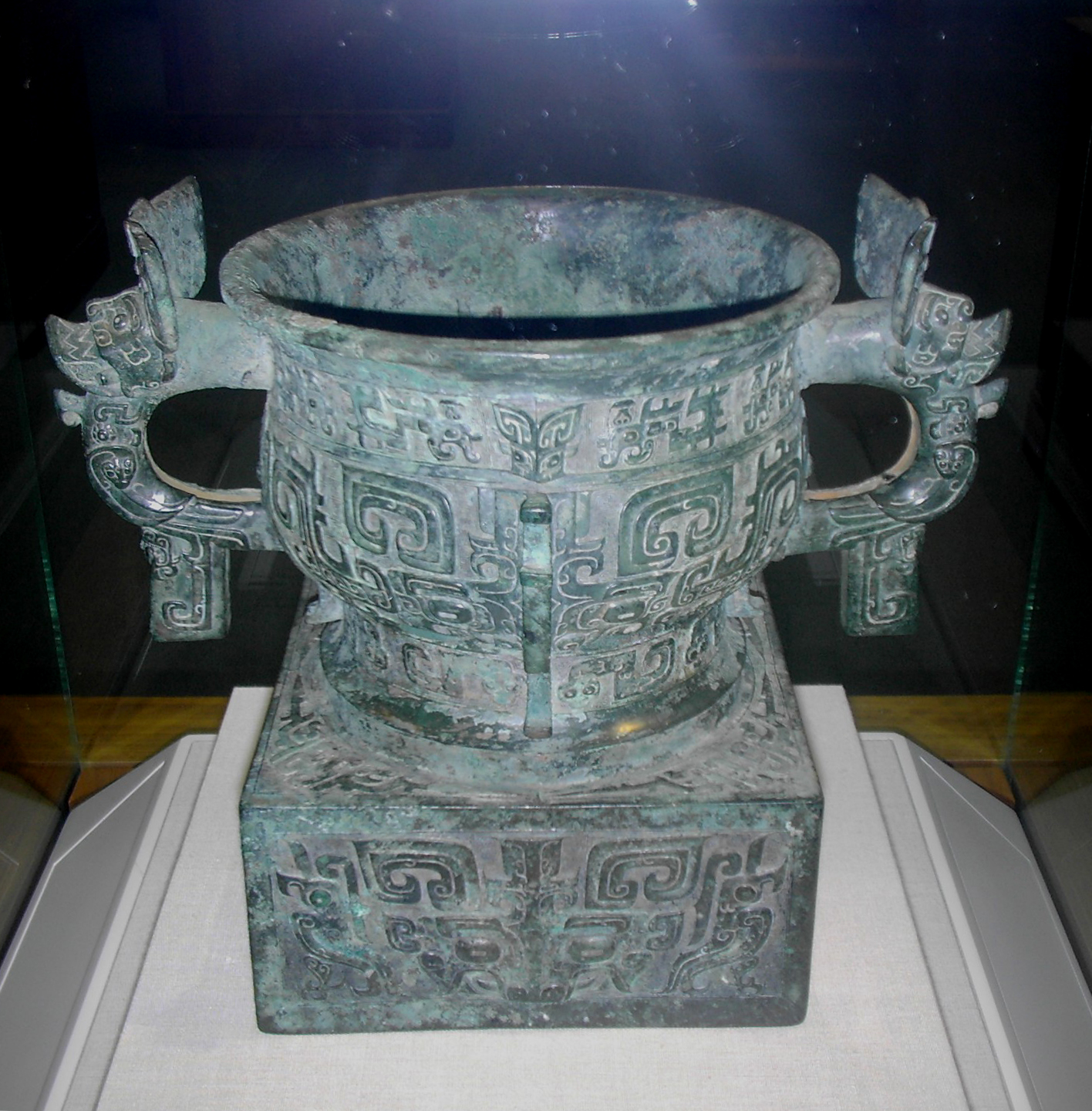
یک ابزار گوی برنزی از ژو باختری، بیش از ۱۰۰۰ سال پیش از میلاد

مشروعیت ژو نیز به‌طور غیرمستقیم از فرهنگ مادی شانگ شامل استفاده از ظروف برنزی، مجسمه ها، زیورآلات و جنگ‌افزاران برخاسته بود. ژو از تولید برنزهای تشریفاتی در مقیاس بزرگ شانگ تقلید کرد، آنها سیستم گسترده‌ای از فلزکاری برنز را توسعه دادند که به نیروی زیاد خراج‌گزار نیاز داشت. بسیاری از اعضای آن از شانگ بودند که گاهی به زور به ژو جدید منتقل می‌شدند تا اشیای تشریفاتی برنزی تولید کنند که سپس به فروش می‌رسید و در سرتاسر سرزمین‌ها توزیع می‌شد که نماد مشروعیت ژو بود.

### نظام فئودالی
نویسندگان غربی اغلب دوره ژو را «فئودالی» توصیف می‌کنند، زیرا سیستم فنگ‌جیان (封建) ژو با حکومت‌های قرون وسطا در اروپا قابل‌مقایسه است.
شباهت‌های بسیاری میان سیستم‌های غیرمتمرکز وجود داشت. هنگامی که دودمان ژو بنیان گذاشته شد، سرزمین‌های فتح شده به زمین‌های موروثی (諸侯، zhūhóu) بخشبندی شد که در نهایت به خودی خود قدرتمند شدند. در مسائل جانشینی، دودمان ژو تنها حق اولویت نخستین فرزند را قانونی می‌شناخت. به گفته تائو ، «تسونگ-فا یا سیستم تبار دارای ویژگی‌های زیر است: تبار پدری، جانشینی پدری، پدرسالاری، برون‌همسری خواهر، و نخست‌زایی». این سیستم که «تبار طبقه‌ای گسترده پدری» نیز نامیده می‌شود، توسط انسان‌شناس کوانگ چی چانگ به این صورت تعریف می‌شود که «ویژگی آن با این واقعیت است که پسر بزرگ هر نسل، اصل و نسب اصلی و اقتدار سیاسی را تشکیل می‌داد، در حالی که برادران کوچک‌تر از آنجا جابه‌جا می‌شدند و تبار جدیدی با اختیارات کم‌تر تشکیل می‌دادند. هرچه کوچک‌تر باشد، اختیارات سیاسی کمتری می‌داشت.» اِبرِی سیستم تبار را این‌گونه تعریف می‌کند: «خط بزرگ (ta-tsung) سلسله پسران ارشد است که به طور نامحدود از یک جد بنیان‌گذار ادامه می‌یابد. خط کوچکتر، سلسله پسران کوچکتر است که بیش از پنج نسل پیش نمی‌رود. خطوط بزرگ و خطوط کوچک‌تر، پیوسته خطوط کوچک‌تر جدیدی را ایجاد می‌کنند که توسط پسران کوچک‌تر پایه‌گذاری شده‌اند».
تبار غیرخطی بعداً از طریق نفوذ نئوکنفوسیوسیسم به الگوی خانواده کره ای تبدیل شد، زیرا ژو شی و دیگران از استقرار مجدد آن در چین حمایت کردند.

#### سیستم و دیوان‌سالاری فنگ‌جیان
پنج رتبه پایین‌تر از درجات سلطنتی به ترتیب نزولی با برگردان‌های رایج فارسی وجود داشت: gōng 公 "حاکم"، hóu 侯 "مرزبان"، bó 伯 "فرمانروا"، zǐ 子 "نایب فرمانروا" و nán 男 "سردمدار". گاهی یک حاکم نیرومند قدرت را از اشراف خود می‌گرفت و ایالت را متمرکز می‌کرد. زمانی که ایالت‌ها شروع به جنگ بین خود کردند و تمرکززدایی به جنگ بیشتر دامن زد، تمرکز بیشتر ضروری شد. اگر یک حاکم قدرت را از اشراف خود می‌گرفت، دولت باید به صورت دیوان‌سالاری توسط مقامات منصوب اداره می‌شد.
با وجود این شباهت‌ها، تعدادی تفاوت مهم با اروپای قرون وسطی وجود دارد. یک تفاوت آشکار این است که ژوها از شهرهای محصور شده به جای قلعه‌ها حکومت می‌کردند. یکی دیگر، نظام طبقاتی متمایز چین بود که فاقد روحانیت سازمان یافته بود، اما شواهد نشان می‌دهند که مردمان شانگ تبار به استادان مراسم و تشریفات، و همچنین نجوم، امور ایالتی و قوانین باستانی، معروف به رو (儒) تبدیل شدند. هنگامی که یک حاکم‌نشین متمرکز بود، این افراد به عنوان مقامات دولتی یا افسران استخدام می‌شدند. این طبقات ارثی از نظر موقعیت و پرورش شبیه شوالیه‌های غربی بودند، اما بر خلاف معادل اروپایی، انتظار می‌رفت که آن‌ها به جای یک جنگجو، اندیشور باشند. پس از منصوب شدن، آن‌ها می‌توانستند از یک ایالت به ایالت دیگر نقل مکان کنند. برخی از ایالتی به ایالتی دیگر برای اصلاحات اداری یا نظامی سفر می کردند. کسانی که نمی توانستند شغلی پیدا کنند، اغلب به آموزش مردان جوان با آرزوی مقامات رسمی می‌پرداختند. مشهورترین آنها کنفوسیوس بود که نظام وظیفه متقابل بین مافوق و زیردست را آموزاند. در مقابل، قانون‌گرایان زمانی برای فضیلت کنفوسیوس نداشتند و از سیستمی با قوانین سختگیرانه و مجازات‌های سخت پشتیبانی می‌کردند. جنگ‌های ایالت‌های جنگ‌طلب در نهایت توسط قانونگراترین دولت، یعنی چین، پایان یافت. هنگامی که دودمان چین سقوط کرد و دودمان هان جایگزین آن شد، بسیاری از چینی‌ها با بازگشت به فضایل انسانی‌تر کنفوسیوس آسوده‌خاطر شدند.

### کشاورزی
کشاورزی در دودمان ژو بسیار متمرکز بود و در بسیاری از موارد توسط دولت اداره می‌شد. تمام زمین‌های کشاورزی متعلق به اشراف بود که زمین‌های خود را به رعیت خود می‌دادند، وضعیت شبیه به نظام ارباب‌رعیتی بود. برای مثال، یک قطعه زمین در سیستم چاه‌‌زمین به ۹ مربع تقسیم می‌شد که دانه‌های میدان میانی توسط دولت گرفته می‌شد و میدان‌های اطراف توسط کشاورزان نگهداری می‌شد. به این ترتیب دولت می‌توانست مواد غذایی مازاد را ذخیره کرده و در مواقع قحطی یا برداشت بد، توزیع کند. برخی از بخش‌های مهم تولیدی در این دوره شامل ذوب مفرغ بود که جزء لاینفک ساخت سلاح و ابزار کشاورزی بود. باز هم، این صنایع تحت سلطه اشرافی بودند که تولید چنین موادی را اداره می‌کردند.
اولین پروژه‌های مهندسی آبی چین در زمان دودمان ژو، برای کمک به آبیاری کشاورزی آغاز شد. صدراعظم وی، سانشو آئو، که به پادشاه ژوآنگ چو خدمت می‌کرد، برای ایجاد یک مخزن آبیاری عظیم در استان شمالی آنهویی امروزی، سدی را بنا کرد. برای این کار، سانشو به عنوان اولین مهندس آبی چین شناخته می‌شود. سیاستمدار پسین وی، شیمن بائو، که به مزربان ون وی (۴۴۵-۳۹۶ پ. م) خدمت می‌کرد، اولین مهندس آبی چین بود که یک سیستم آبراهه آبیاری بزرگ ایجاد کرد. هدف  اصلی پروژه بزرگ او، انحراف همه آب‌های رودخانه ژانگ به نقطه‌ای بالاتر از رودخانه زرد بود.

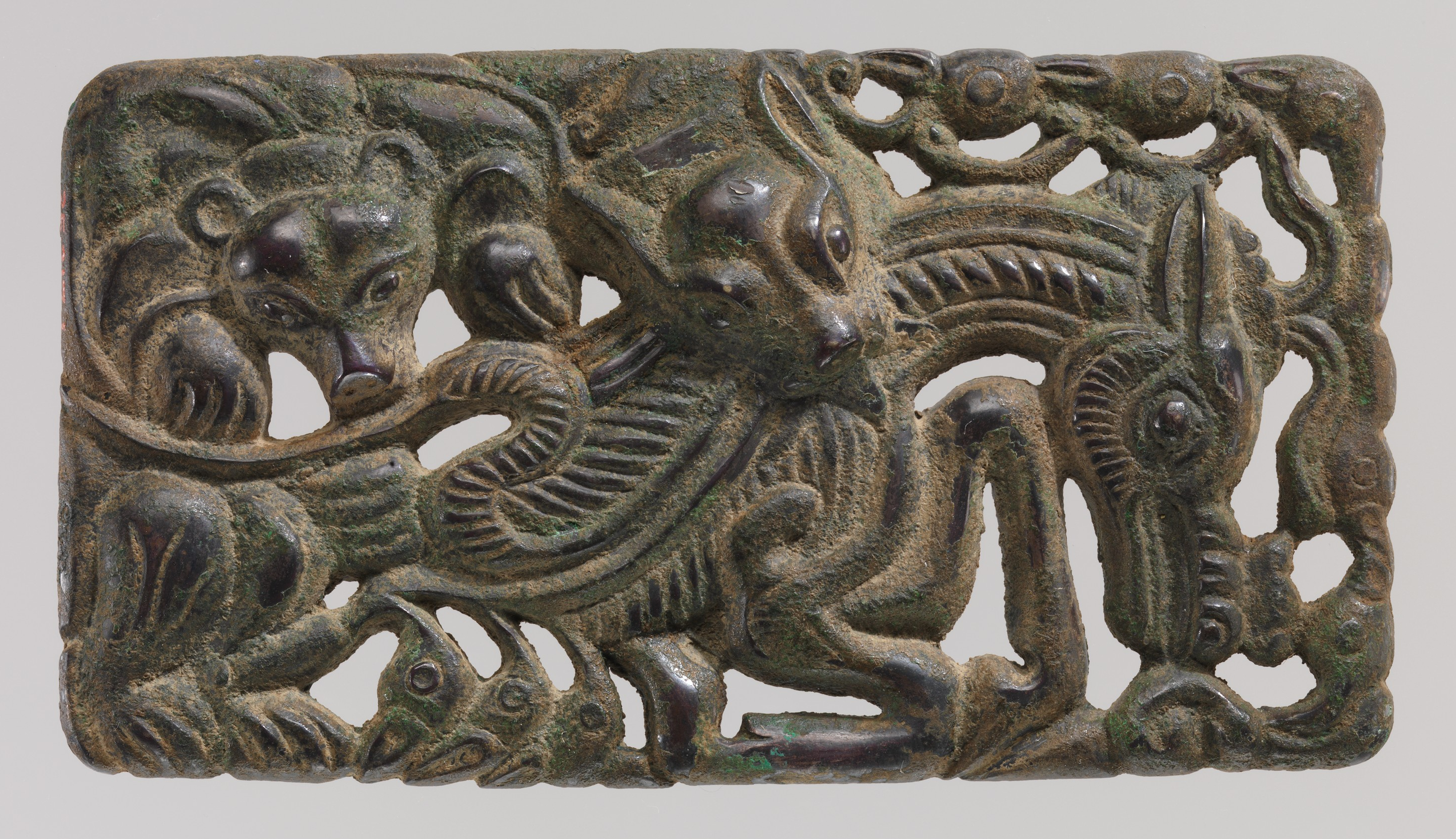
نشان به سبک جانورسان کوچ‌نشینان، ژو واپسین یا دودمان هان، قرن چهارم تا سوم پیش از میلاد.

### ارتش
ژو باختری در اوایل از یک ارتش قوی پشتیبانی می‌کرد که به دو واحد اصلی تقسیم شد: "شش ارتش باختر" و "هشت ارتش چنگژو". ارتش‌ها در فلات شمالی لوئس، نینگ‌شیا امروزی و دشت سیلابی رودخانه زرد مستقر بودند. قدرت نظامی ژو در سال نوزدهم سلطنت پادشاه ژائو به اوج خود رسید، در آن زمان شش ارتش به همراه پادشاه ژائو در لشکرکشی به اطراف رودخانه هان از بین رفتند. پادشاهان نخستین ژو فرماندهان کل واقعی بودند. آنها در جنگ های دائمی با بربرها از طرف زمینداران به نام گو بودند که در آن زمان به معنای "دولتی" یا "امیرنشین" بود.

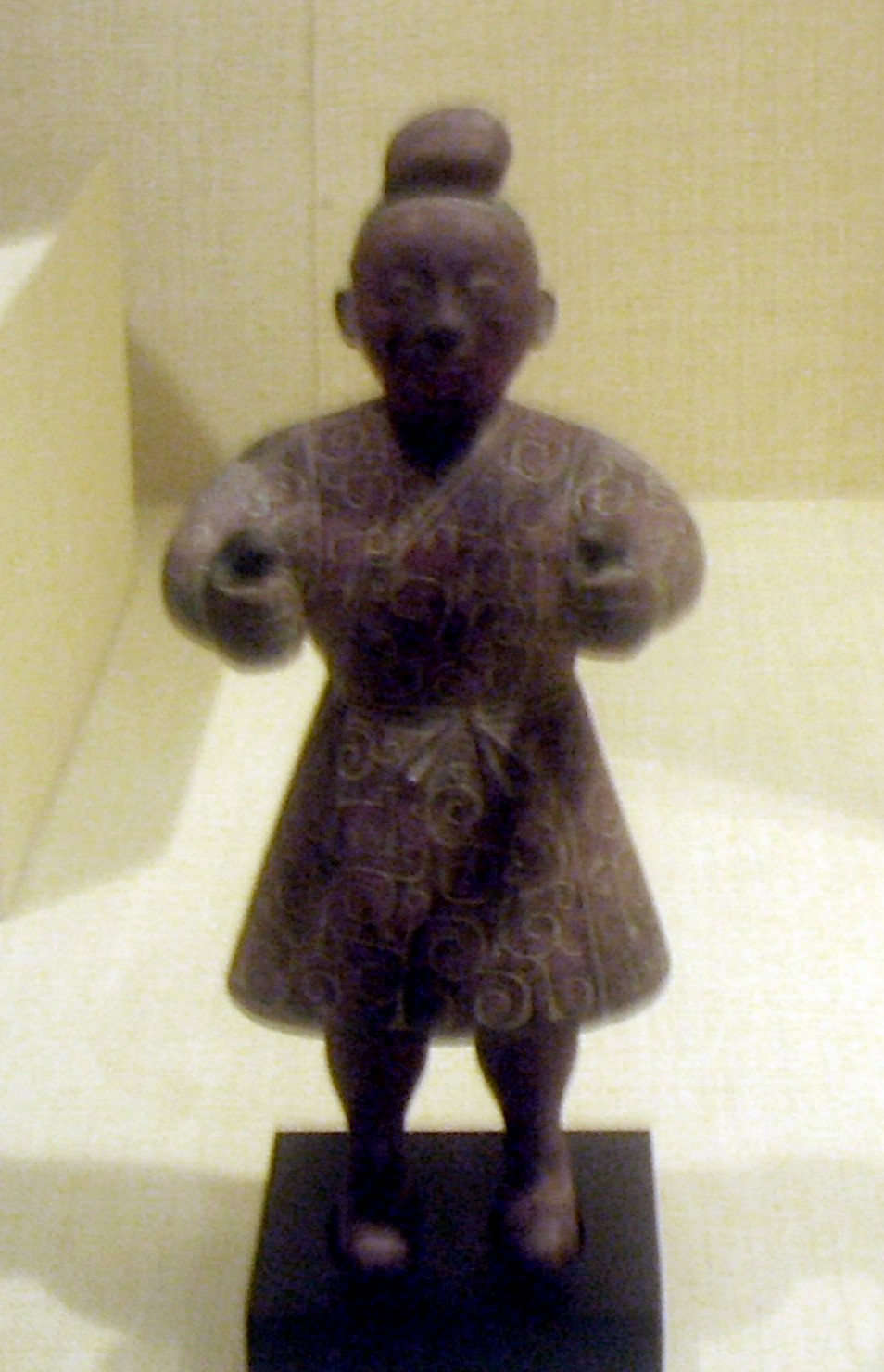
مجسمه برنزی یک ارابه‌ران متعلق به دوره ایالت‌های جنگ‌طلب دودمان ژو، متعلق به قرن چهارم تا سوم پیش از میلاد

پادشاه ژائو به خاطر لشکرکشی‌های پیاپی در مناطق یانگ‌تسه مشهور بود و در آخرین اقدام خود درگذشت. لشکرکشی‌های پادشاهان بعدی کمتر مؤثر بود. پادشاه لی ۱۴ ارتش را علیه بربرها در جنوب رهبری کرد، اما نتوانست به هیچ پیروزی دست یابد. پادشاه ژوآن ژو بیهوده با کوچ‌نشینان چوانرونگ جنگید. هنگام غارت  هائوجینگ توسط چوانرونگ ، پادشاه یو کشته شد. اگرچه ارابه‌ها در طول دودمان شانگ از آسیای مرکزی به چین معرفی شده بودند، دوره ژو اولین استفاده عمده از ارابه‌ها را در جنگ بود. یافته‌های باستان‌شناسی اخیر شباهت‌هایی را بین تدفین اسب‌های دودمان‌های شانگ و ژو و مردمان هندواروپایی در غرب نشان می‌دهد. سایر تأثیرات فرهنگی احتمالی ناشی از تماس با هندواروپایی در این دوره ممکن است شامل سبک‌های مبارزه، تدفین سر و سم، نقوش هنری و اسطوره‌ها باشد.
ارتش ژو همچنین شامل نیروهای "بربر" مانند مردم دی بود. پادشاه هوی ژو به نشانه سپاسگزاری از اهمیت نیروهای دی با شاهدخت دی سرخ ازدواج کرد. پادشاه شیانگ ژو نیز پس از دریافت پشتیبانی نظامی دی با شاهدخت دی ازدواج کرد.

### فلسفه
دودمان ژو، خاستگاه فلسفه بومی چین بود و مراحل اولیه توسعه آن از قرن ششم پیش از میلاد آغاز شد. بزرگترین فیلسوفان چینی که بیشترین تأثیر را بر نسل های بعدی چینی ها گذاشتند، کنفوسیوس، بنیانگذار آیین کنفوسیوس، و لائوتسه، بنیانگذار تائوئیسم بودند. دیگر فیلسوفان، نظریه‌پردازان و مکاتب فکری در این عصر عبارت‌اند از: موزی، بنیانگذار موهیسم، منسیوس، کنفوسیوس‌گرا معروفی که میراث کنفوسیوس را گسترش داد، شانگ یانگ و هان فی، مسئول توسعه قانون‌گرایی چینی باستان (فلسفه اصلی دودمان چین) و شونزی، که مسلماً در زمان خود مرکز زندگی اندیشمندانه چین باستان بود، حتی بیشتر از شخصیت‌های روشنفکر نمادینی مانند منسیوس.

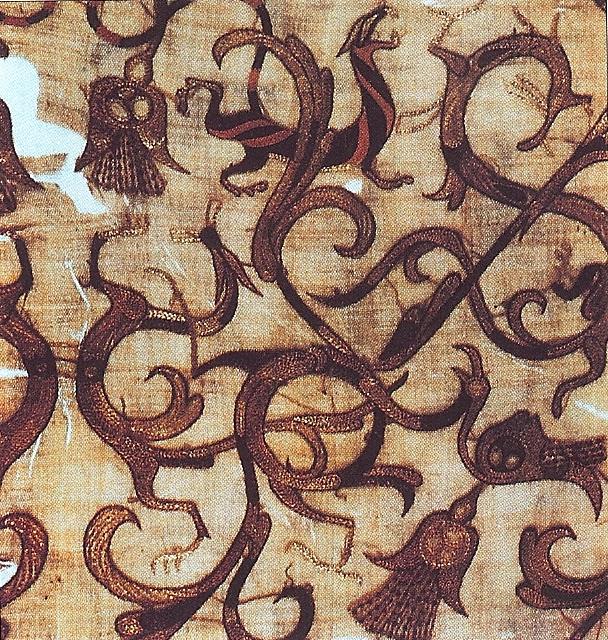
لباس تشریفاتی با تور ابریشم‌دوزی شده از مقبره‌ای متعلق به دوره ژو خاوری در ماشان، استان هوبی، چین، قرن چهارم پیش از میلاد.

#### لی
نظام آیینی لی (چینی سنتی: 禮؛ چینی ساده شده: 礼؛ پین‌یین: lǐ) که در دوره‌ی ژو باختری بنیان گذاشته شد، درک آداب و رسوم را به‌عنوان بیانی از سلسله مراتب اجتماعی، اخلاق و مقررات مربوط به زندگی مادی تبدیل کرد؛ در نتیجه اعمال اجتماعی مربوط در ایدئولوژی کنفوسیوس آرمانی شد.
این سیستم در کتاب آداب، ژولی و ییلی در چکیده‌های دودمان هان (۲۰۶ پیش از میلاد تا ۲۲۰ پس از میلاد) مورد تقدیس قرار گرفتند، بنابراین به قلب ایدئولوژی امپراتوری چینی تبدیل شد. در حالی که این سیستم در ابتدا بدنه محترمی از مقررات ملموس بود، تکه تکه شدن دوره ژو باختری باعث شد این آیین به سمت اخلاقی شدن و رسمی‌سازی در رابطه با موارد زیر سوق یابد:
- پنج راسته اشراف چینی.
- معابد اجدادی (اندازه، تعداد مجاز غرفه ها)
- مقررات تشریفاتی (تعداد ظروف آیینی، آلات موسیقی، افراد در گروه رقص)

## پادشاهان
حاکمان دودمان ژو وانگ (王) نام داشتند که معمولاً در فارسی "پادشاه" ترجمه می شود و همچنین در دودمان شانگ نیز برای حاکمان استفاده می‌شد. علاوه بر این فرمانروایان، نیاکان پیشین نزدیک پادشاه وو - دانفو، جیلی و ون - با وجود اینکه زیردست پادشاهان شانگ بوده اند، به عنوان "پادشاهان ژو" نیز شناخته می شوند.
توجه: تاریخ های پیش از اولین سال نایب‌السلطنگی گونگ‌هه در سال ۸۴۱ پ. م بحث‌برانگیز و براساس منبع متفاوت است. موارد زیر آنهایی هستند که توسط پروژه گاهشماری شیا-شانگ-ژو و وقایع‌نگاری مطلق سلسله ژو باختری ادوارد ال. شاگنسی چاپ شده‌اند.
| نام شخصی                      | نام شخصی | نام پسامرگ    | نام پسامرگ          | دوره سلطنت ( پیش از میلاد )  |
| ----------------------------- | -------- | ------------- | ------------------- | ---------------------------- |
| 發                            | فا       | 周武王        | پادشاه وو ژو        | ۱۰۴۶ - ۱۰۴۳ ۱۰۴۵ - ۱۰۴۳      |
| 誦                            | سونگ     | 周成王        | پادشاه چنگ ژو       | ۱۰۴۲ - ۱۰۲۱ ۱۰۴۲/۱۰۳۵ - ۱۰۰۶ |
| 釗                            | ژائو     | 周康王        | پادشاه کانگ ژو      | ۱۰۲۰ - ۹۹۶ ۱۰۰۵/۱۰۰۳ - ۹۷۸   |
| 瑕                            | ژیا      | 周昭王        | پادشاه ژائو ژو      | ۹۹۵ - ۹۷۷ ۹۷۷/۷۵ - ۹۵۷       |
| 滿                            | مان      | 周穆王        | پادشاه مو ژو        | ۹۷۶ - ۹۲۲ ۹۵۶ - ۹۱۸          |
| 繄扈                          | ییهو     | 周共王/周龔王 | پادشاه گونگ ژو      | ۹۲۲ - ۹۰۰ ۹۱۷/۱۵ - ۹۰۰       |
| 囏                            | جیان     | 周懿王        | پادشاه ییه ژو       | ۸۹۹ - ۸۹۲ ۸۹۹/۹۷ - ۹۷۳       |
| 辟方                          | پیفانگ   | 周孝王        | پادشاه شیائو ژو     | ۸۹۱ - ۸۸۶ ۸۷۲؟ - ۸۶۶         |
| 燮                            | شیه      | 周夷王        | پادشاه یی ژو        | ۸۸۵ - ۸۷۸ ۸۶۵ - ۸۵۸          |
| 胡                            | هو       | 周厲王/周剌王 | پادشاه لی ژو        | ۸۷۷ - ۸۴۱ ۸۵۷/۸۵۳ - ۸۴۲/۸۲۸  |
|                               |          | 共和          | نایب‌السلطنگی گونگ‌هه | ۸۴۱ - ۸۲۸                    |
| 靜                            | جینگ     | 周宣王        | پادشاه شوآن ژو      | ۸۲۷ - ۷۸۲                    |
| 宮湦                          | گونگ شنگ | 周幽王        | پادشاه یو ژو        | ۷۸۱ - ۷۷۱                    |
| پایان ژو باختری/آغاز ژو خاوری |          |               |                     |                              |
| 宜臼                          | ییجو     | 周平王        | پادشاه پینگ ژو      | ۷۷۰ - ۷۲۰                    |
| 林                            | لین      | 周桓王        | پادشاه هوآن ژو      | ۷۱۹ - ۶۹۷                    |
| 佗                            | تئو      | 周莊王        | پادشاه ژوآنگ ژو     | ۶۹۶ - ۶۸۲                    |
| 胡齊                          | هوچی     | 周僖王        | پادشاه شی ژو        | ۶۸۱ - ۶۷۷                    |
| 閬                            | لانگ     | 周惠王        | پادشاه هوی ژو       | ۶۷۶ - ۶۵۲                    |
| 鄭                            | ژنگ      | 周襄王        | پادشاه شیانگ ژو     | ۶۵۱ - ۶۱۹                    |
| 壬臣                          | رنچن     | 周頃王        | پادشاه چینگ ژو      | ۶۱۸ - ۶۱۳                    |
| 班                            | بان      | 周匡王        | پادشاه کوآنگ ژو     | ۶۱۲ - ۶۰۷                    |
| 瑜                            | یو       | 周定王        | پادشاه دینگ ژو      | ۶۰۶ - ۵۸۶                    |
| 夷                            | یی       | 周簡王        | پادشاه جیان ژو      | ۵۸۵ - ۵۷۲                    |
| 洩心                          | شیه شین  | 周靈王        | پادشاه لینگ ژو      | ۵۷۱ - ۵۴۵                    |
| 貴                            | گوی      | 周景王        | پادشاه جینگ ژو      | ۵۴۴ - ۵۲۱                    |
| 猛                            | منگ      | 周悼王        | پادشاه دائو ژو      | ۵۲۰                          |
| 丐                            | گای      | 周敬王        | پادشاه جینگ ژو      | ۵۱۹ - ۴۷۶                    |
| 仁                            | رن       | 周元王        | پادشاه یوآن ژو      | ۴۷۵ - ۴۶۹                    |
| 介                            | جیه      | 周貞定王      | پادشاه ژندینگ ژو    | ۴۶۸ - ۴۴۲                    |
| 去疾                          | چوجی     | 周哀王        | پادشاه آی ژو        | ۴۴۱                          |
| 叔                            | شو       | 周思王        | پادشاه سی ژو        | ۴۴۱                          |
| 嵬                            | وی       | 周考王        | پادشاه کائو ژو      | ۴۴۰ - ۴۲۶                    |
| 午                            | وو       | 周威烈王      | پادشاه وی‌لیه ژو     | ۴۲۵ - ۴۰۲                    |
| 驕                            | جیائو    | 周安王        | پادشاه آن ژو        | ۴۰۱ - ۳۷۶                    |
| 喜                            | ژی       | 周烈王        | پادشاه لیه ژو       | ۳۷۵ - ۳۶۹                    |
| 扁                            | بیان     | 周顯王        | پادشاه شیان ژو      | ۲۶۸ - ۳۲۱                    |
| 定                            | دینگ     | 周慎靚王      | پادشاه شنجینگ ژو    | ۳۲۰ - ۳۱۵                    |
| 延                            | یان      | 周赧王        | پادشاه نان ژو       | ۳۱۴ - ۲۵۶                    |

## پژوهش‌های امروزی
هم اکنون برنامه ای در سطح کلان و کشوری در چین برای مستندسازی سه دودمان افسانه ای شیا، شانگ و ژو در آستانه گسترش است که انتقادهای فراوانی هم بدنبال داشته است. تنها منبع قدیمی از سیما چیان است که پس از کتابسوزی چین شی هوانگ، پادشاه دودمان شانزده ساله چین آنچه نگاشته با تردید نگریسته می‌شود.

## نگارخانه

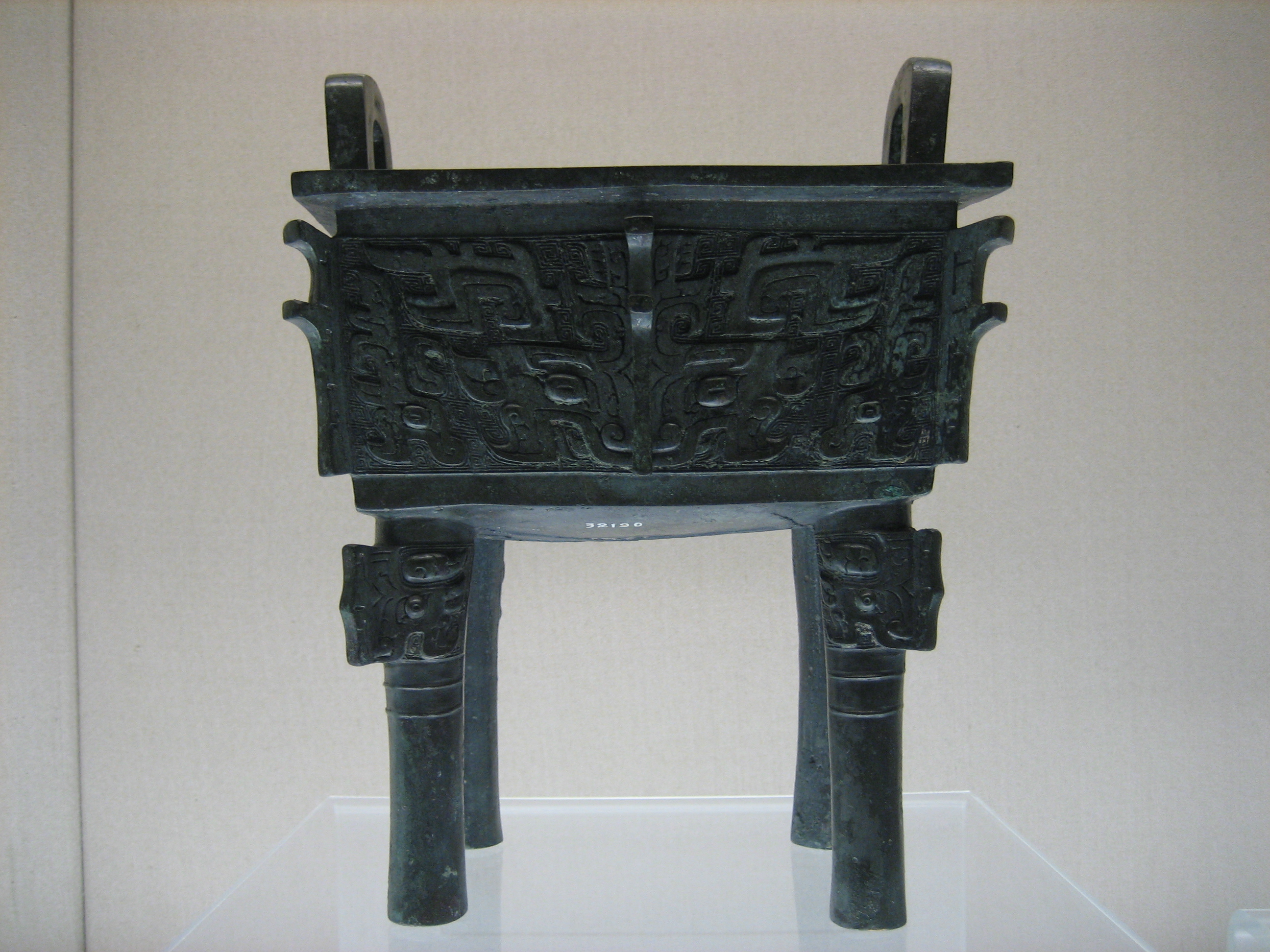
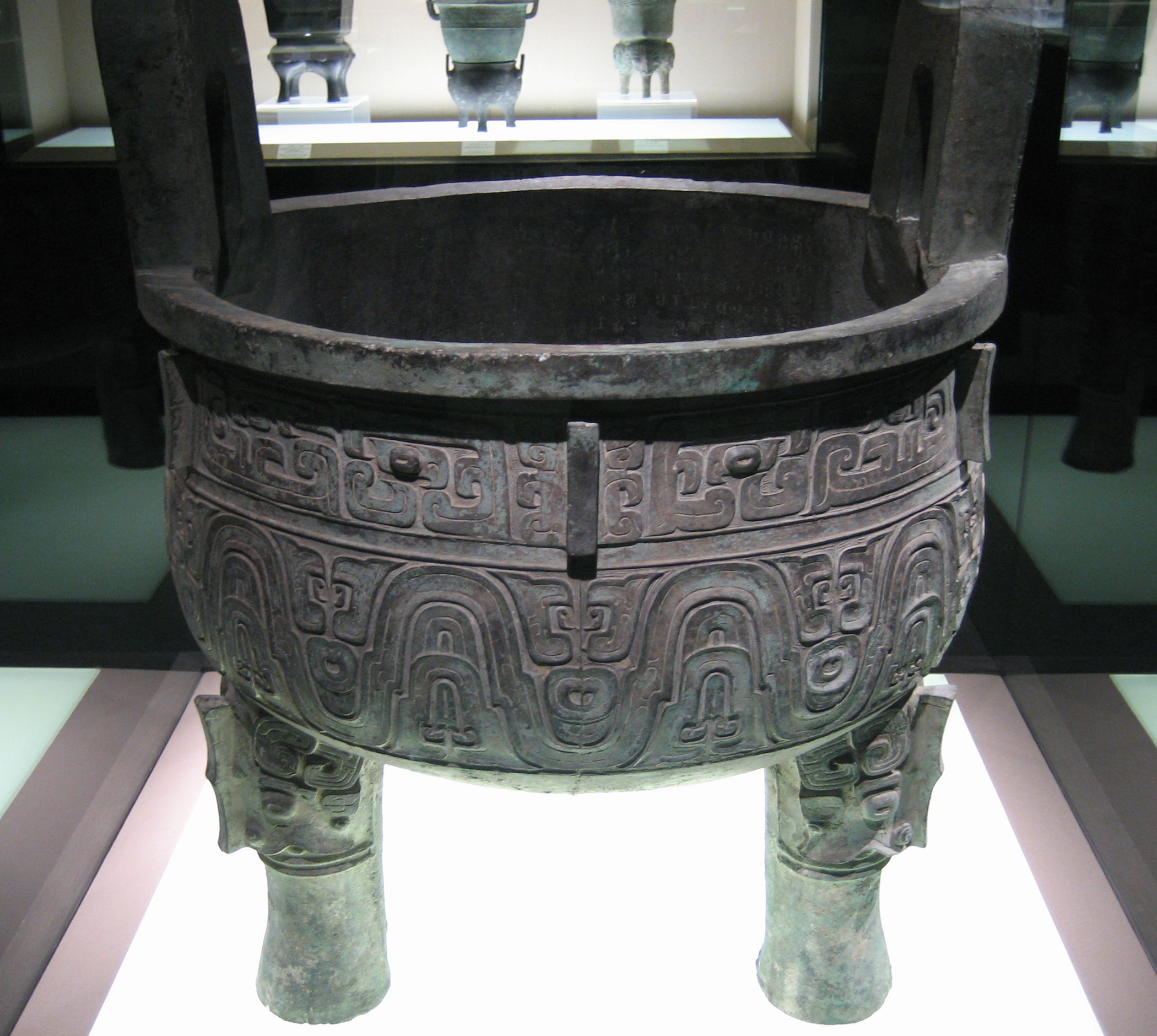
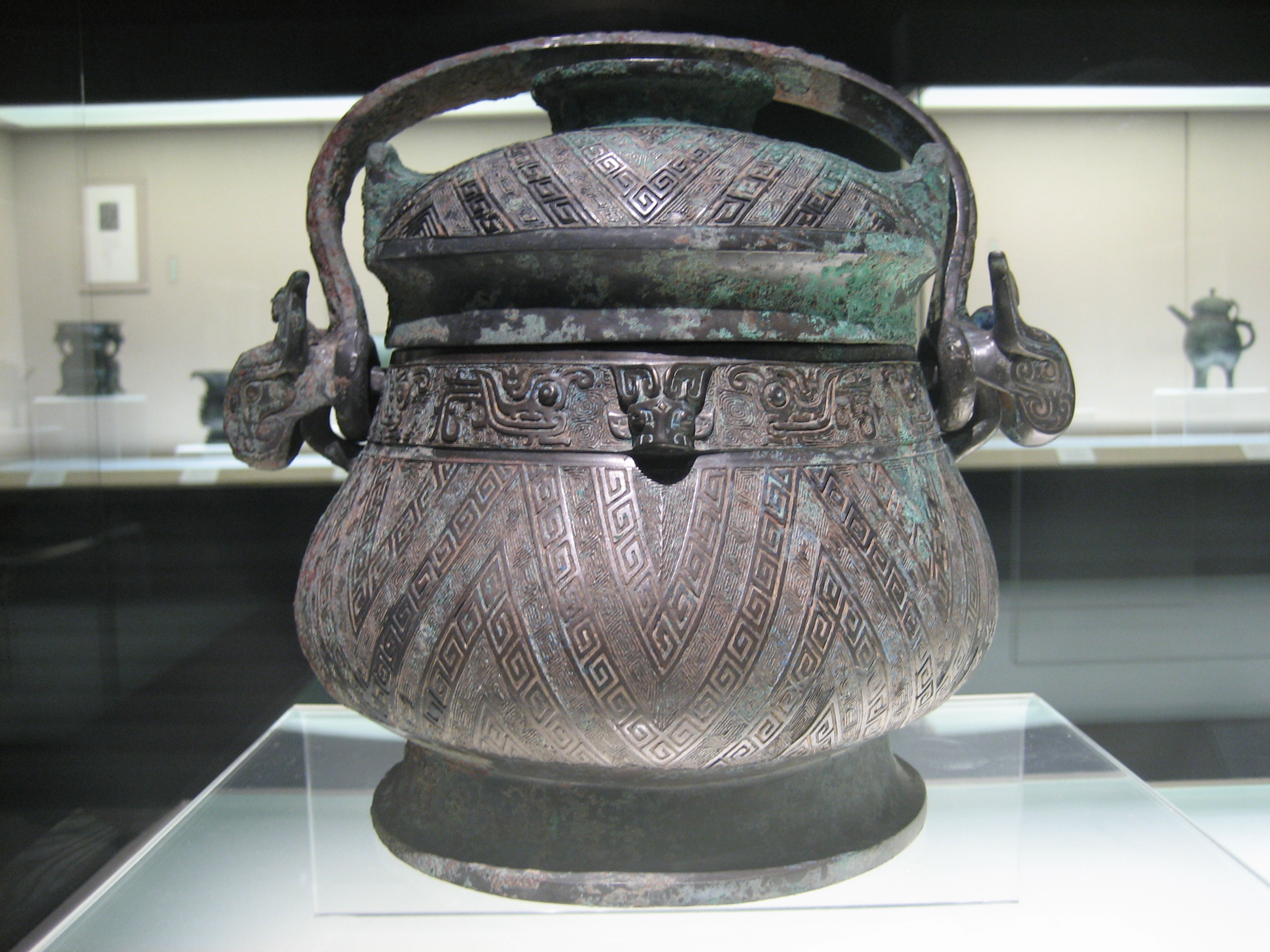
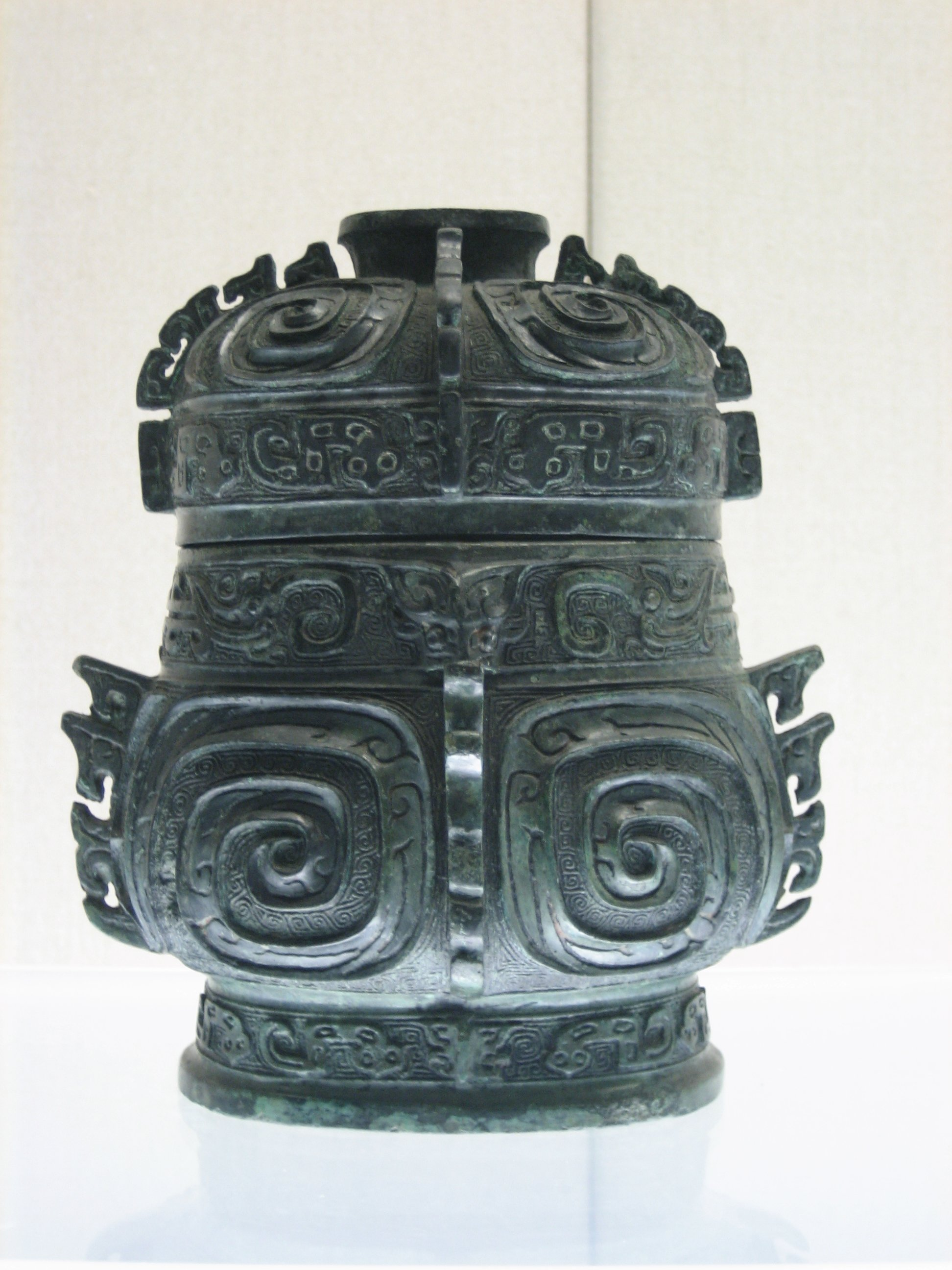
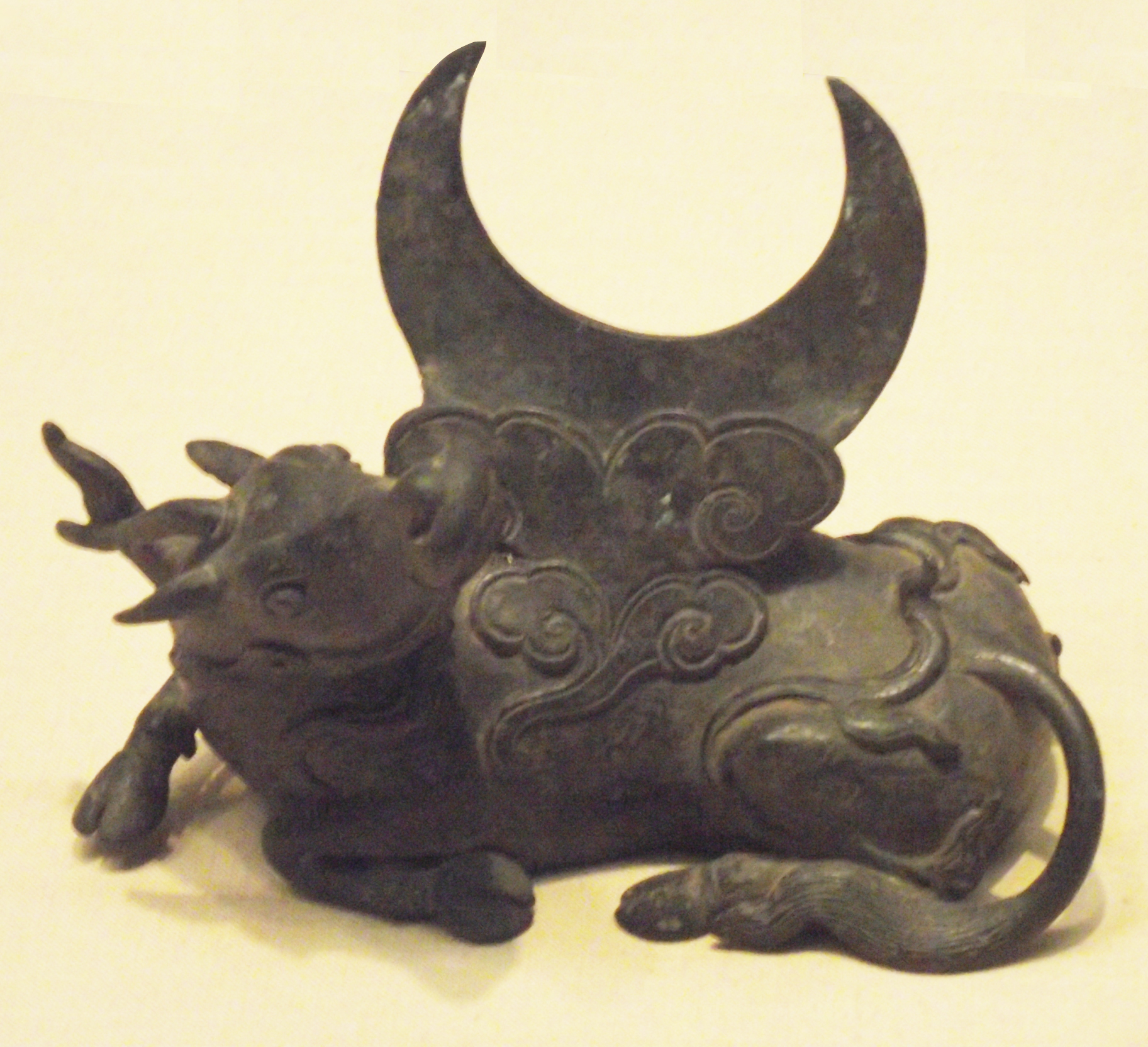